# دير ياسين (المالكية)
دير ياسين قرية تتبع ناحية مركز المالكية في منطقة المالكية التابعة لمحافظة الحسكة في أقصى شمال شرق سورية. بلغ عدد سكانها 230 نسمة عام 2004.
تقع على بعد 10 كم تقريبا إلى الشمال الشرقي من مدينة المالكية و3 كم تقريبا إلى الجنوب من نهر دجلة عند الحدود مع تركيا.